# Cryptacanthodes

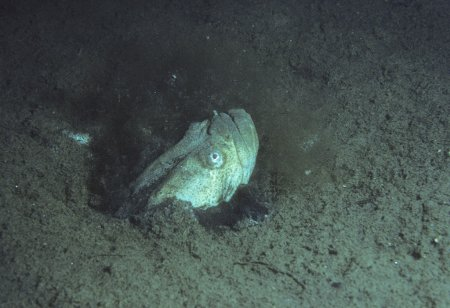
C. maculatus en su túnel.

Cryptacanthodes es un género de peces actinopeterigios marinos, el único de la familia monotípica Cryptacanthodidae, distribuidos por aguas del océano Atlántico y el océano Pacífico.

## Hábitat
Son especies bentónicas, con un extenso sistema de túneles con numerosas salidas que excavan en sustratos blandos. Se alimenta de crustáceos y otros invertebrados.

## Morfología
El cuerpo es alargado, redondeado en sentido anterior y posterior comprimido, cabeza ancha y deprimida, con los ojos en lo alto; mandíbula inferior proyectable, con una boca grande entre oblicua a casi vertical; aletas dorsal y anal largas, extendiéndose hasta la base de la aleta caudal o confluentes con ella; aleta dorsal con 60 a 80 espinas rígidas, aleta anal con 0 a 3 espinas y 43 a 52 radios blandos; las aletas pectorales muy pequeñas, las pélvicas ausentes; ventanas de la nariz tubulares; sin escamas, salvo pequeñas escamas en Cryptacanthodes giganteus.; ausencia de vejiga natatoria; color del cuerpo marrón pálido encima y por debajo, con o sin manchas de color crema, o bien uniformemente de color rosa o rojo. Alcanzan la longitud total de 31 a 127 cm.

## Especies
Existen cuatro especies reconocidas en este género y familia:
- Cryptacanthodes aleutensis (Gilbert, 1896)
- Cryptacanthodes bergi Lindberg, 1930
- Cryptacanthodes giganteus (Kittlitz, 1858)
- Cryptacanthodes maculatus Storer, 1839